# فاديم رومانوف
فاديم رومانوف (بالروسية: Романов, Вадим Юрьевич)‏ هو لاعب كرة قدم روسي في مركز الدفاع، ولد في 3 مايو 1978 في ييغوريفسك في روسيا. لعب مع نادي خيمكي ونادي سبارتاك موسكو 2 لكرة القدم ونادي نافتان نوفوبولوتسك.